# Voo espacial tripulado

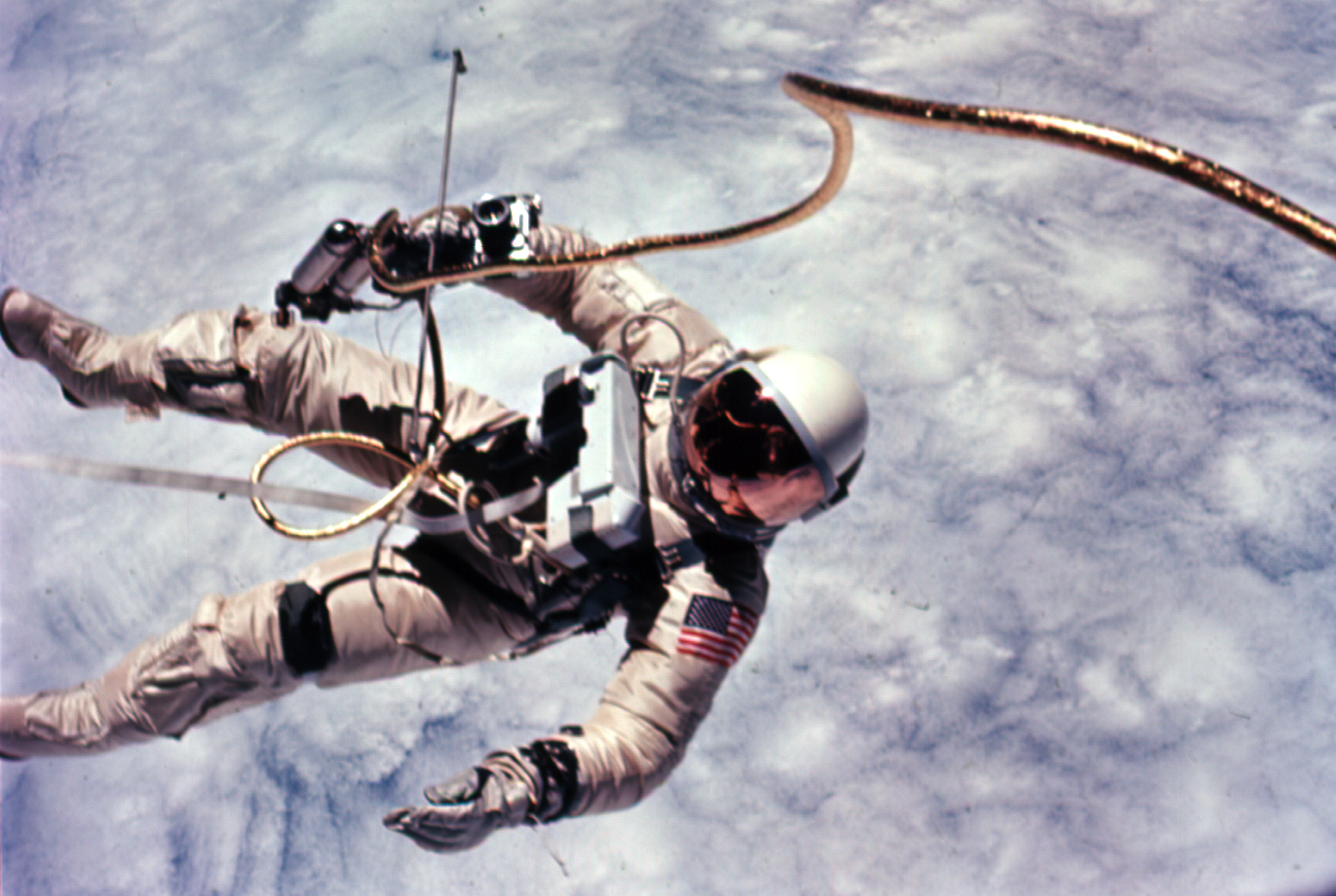
Edward White em um passeio espacial no Gemini 4.

Um voo espacial tripulado é o voo espacial com uma tripulação ou passageiros a bordo de uma nave espacial, a nave espacial sendo operada diretamente pela tripulação humana a bordo. As naves espaciais também podem ser operadas remotamente a partir de estações terrestres na Terra, ou de forma autônoma, sem qualquer envolvimento humano direto. Pessoas treinadas para voos espaciais são chamadas de astronautas, cosmonautas ou taikonautas; e não profissionais são referidos como participantes de voos espaciais.
O primeiro humano no espaço foi Yuri Gagarin, que pilotou a espaçonave Vostok 1, lançada pela União Soviética em 12 de abril de 1961 como parte do programa Vostok. Os humanos viajaram à Lua nove vezes entre 1968 e 1972 como parte do programa Apollo dos Estados Unidos, e tiveram uma presença contínua no espaço por 20 anos e 252 dias na Estação Espacial Internacional (ISS).
Até o momento, a Rússia, os Estados Unidos e a China são os únicos países com programas públicos ou comerciais de voos espaciais humanos. As empresas não governamentais de voos espaciais têm trabalhado para desenvolver seus próprios programas espaciais humanos, por exemplo, para turismo espacial ou pesquisa comercial no espaço. O primeiro lançamento de voo espacial humano privado foi um voo suborbital na SpaceShipOne em 21 de junho de 2004. O primeiro lançamento de tripulação orbital comercial foi pela SpaceX em maio de 2020, transportando, sob contrato do governo, astronautas para a ISS.

## História

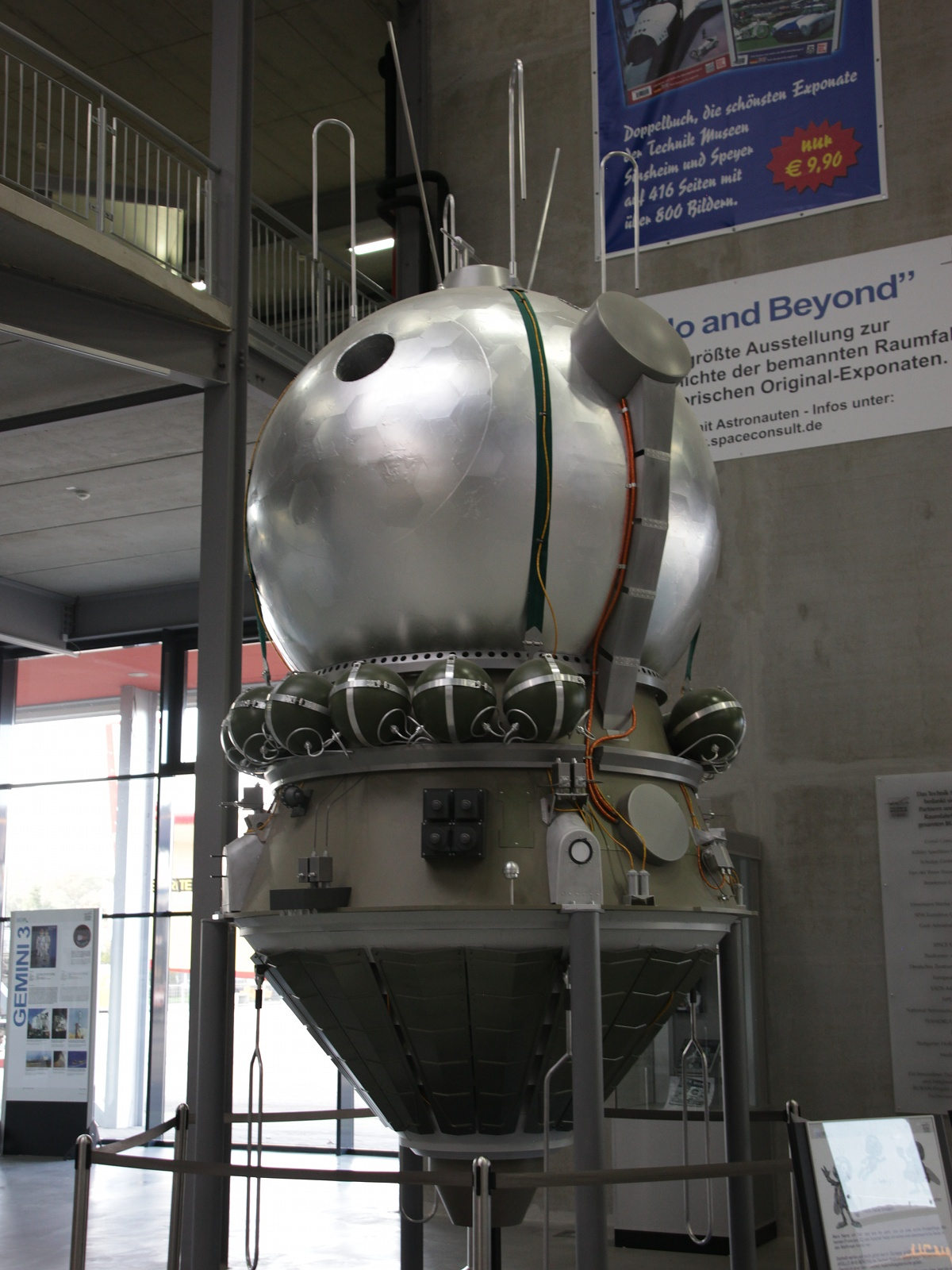
Réplica da cápsula espacial Vostok, que levou o primeiro humano à órbita, no Technik Museum Speyer

### Era da Guerra Fria

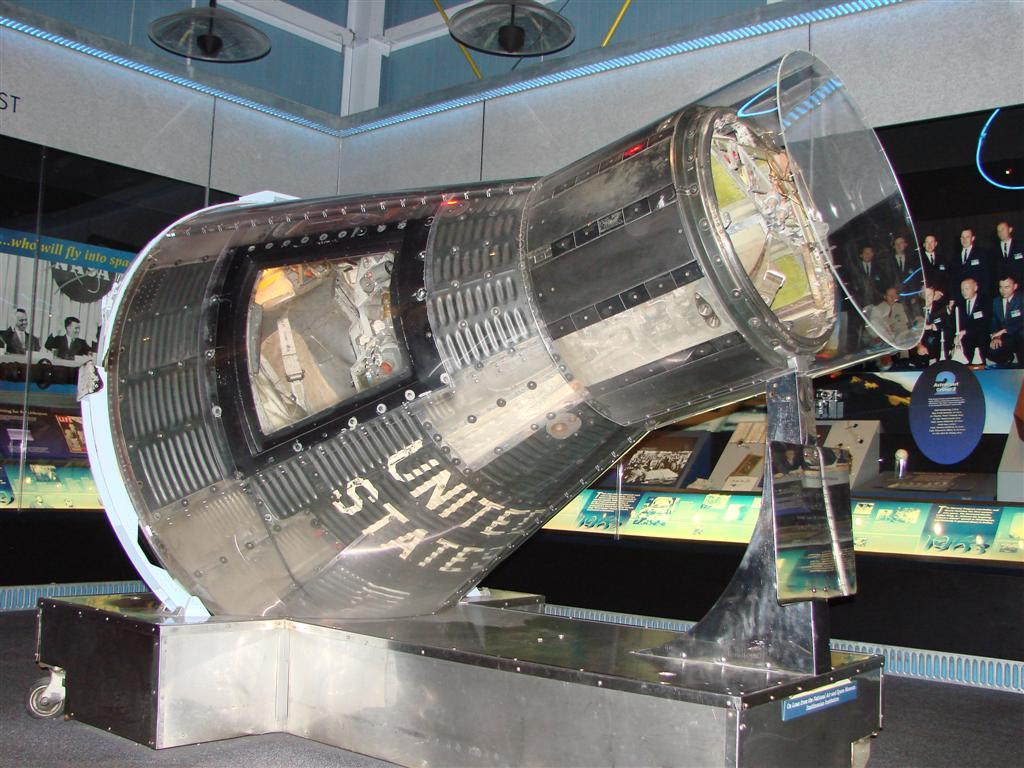
Cápsula espacial Mercury, que levou os primeiros americanos à órbita, em exibição no Astronaut Hall of Fame, Titusville, Flórida

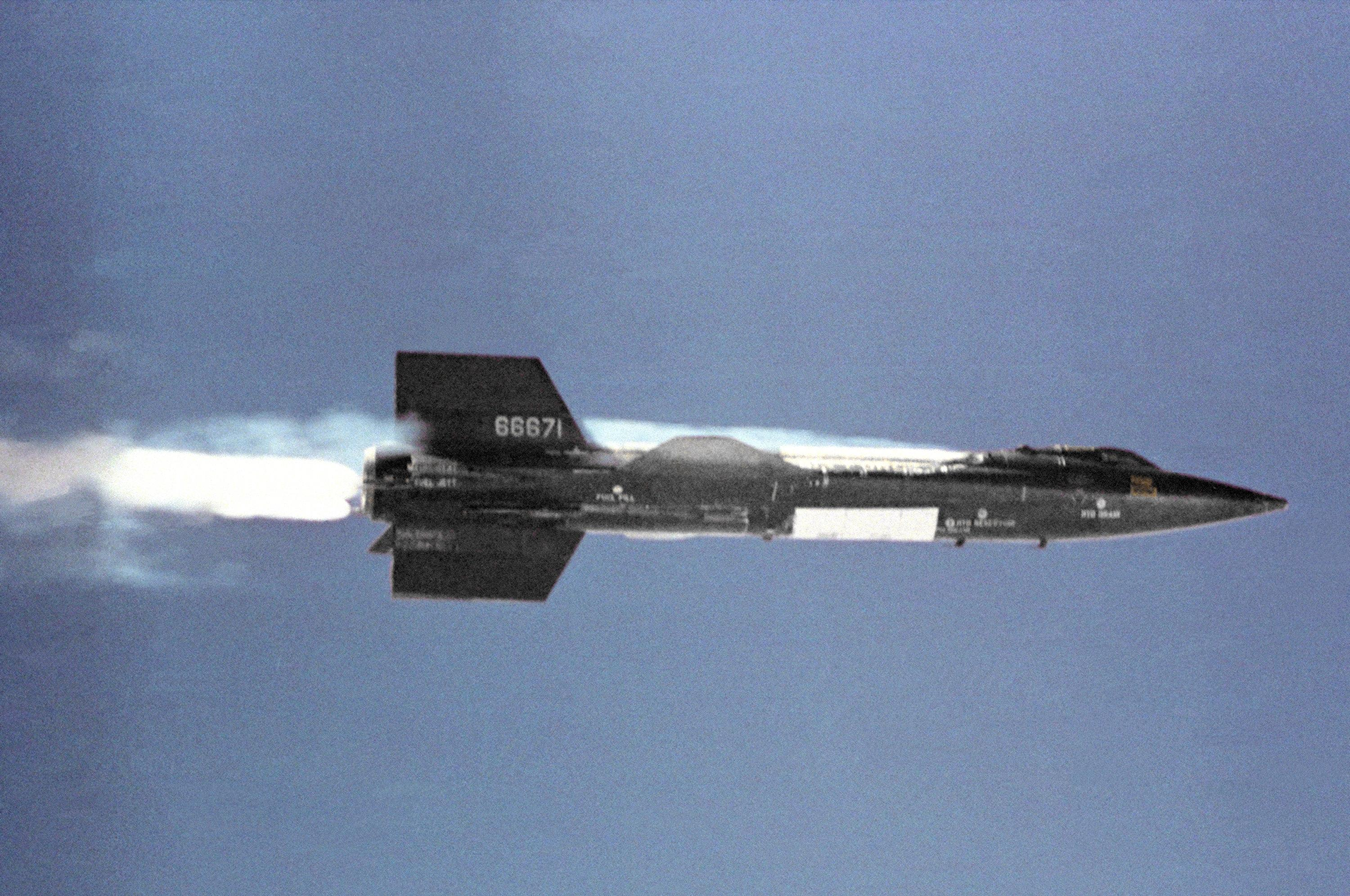
Aeronave hipersônica movida a foguete North American X-15, que alcançou a borda do espaço

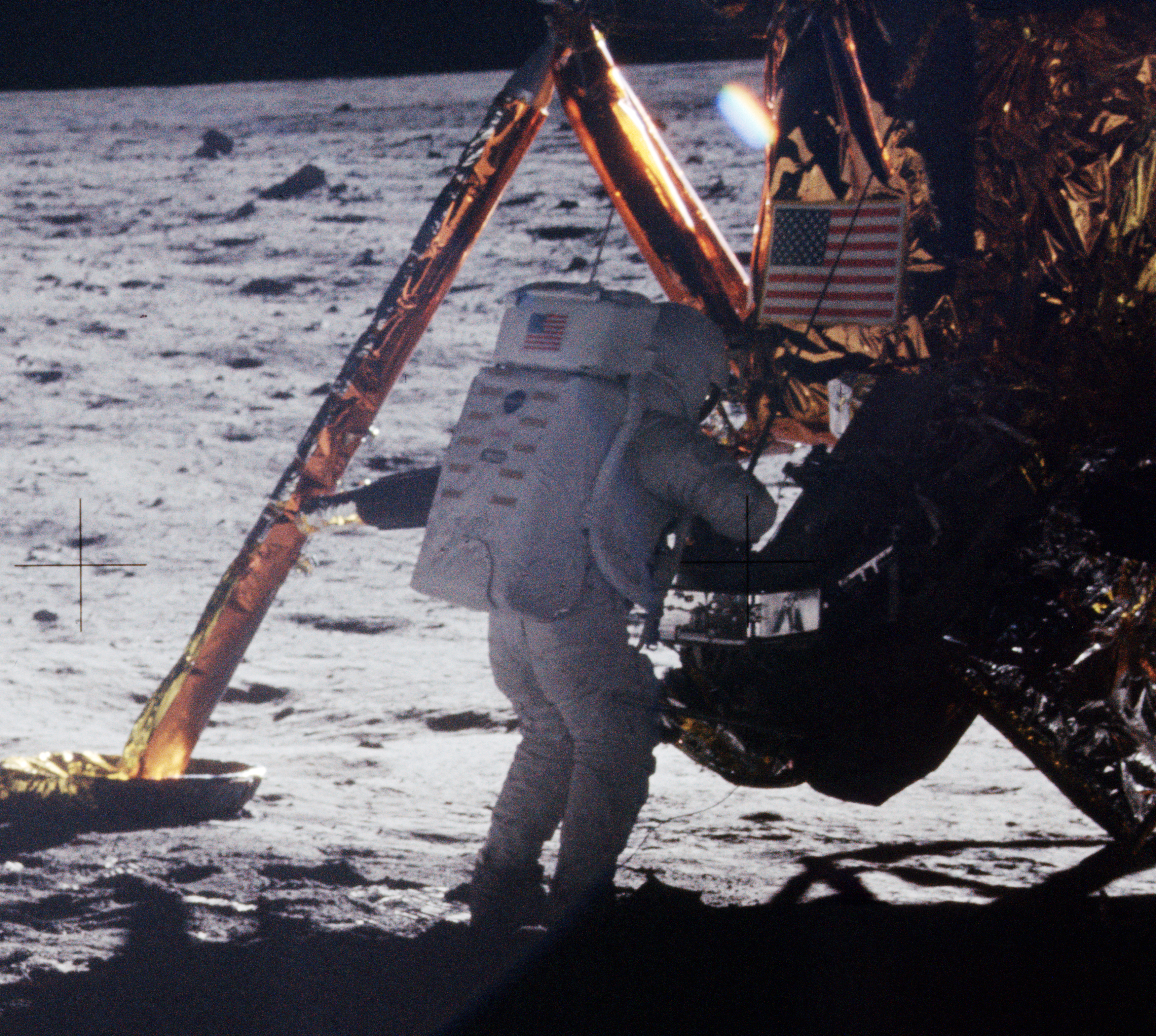
Neil Armstrong, uma das primeiras duas pessoas a pousar na Lua e o primeiro a caminhar na superfície lunar, julho de 1969

A capacidade de voo espacial tripulado foi desenvolvida pela primeira vez durante a Guerra Fria entre os Estados Unidos e a União Soviética (URSS). Essas nações desenvolveram mísseis balísticos intercontinentais para o lançamento de armas nucleares, produzindo foguetes grandes o suficiente para serem adaptados para levar os primeiros satélites artificiais à órbita baixa da Terra.
Após o lançamento dos primeiros satélites em 1957 e 1958 pela União Soviética, os EUA começaram a trabalhar no Projeto Mercury, com o objetivo de lançar homens em órbita. A URSS estava secretamente perseguindo o programa Vostok para alcançar o mesmo objetivo e lançou o primeiro humano ao espaço, o cosmonauta Yuri Gagarin. Em 12 de abril de 1961, Gagarin foi lançado a bordo da Vostok 1 em um foguete Vostok 3KA e completou uma única órbita. Em 5 de maio de 1961, os EUA lançaram seu primeiro astronauta, Alan Shepard, em um voo suborbital a bordo da Freedom 7 em um foguete Mercury-Redstone. Ao contrário de Gagarin, Shepard controlou manualmente a atitude da sua nave. Em 20 de fevereiro de 1962, John Glenn tornou-se o primeiro americano em órbita, a bordo da Friendship 7 em um foguete Mercury-Atlas. A URSS lançou mais cinco cosmonautas em cápsulas Vostok, incluindo a primeira mulher no espaço, Valentina Tereshkova, a bordo da Vostok 6 em 16 de junho de 1963. Até 1963, os EUA lançaram um total de dois astronautas em voos suborbitais e quatro em órbita. Os EUA também realizaram dois voos com a North American X-15 (90 e 91, pilotados por Joseph A. Walker), que ultrapassaram a Linha de Kármán, a 100 quilômetros (62 mi) de altitude usada pela Fédération Aéronautique Internationale (FAI) para denotar a borda do espaço.
Em 1961, o presidente dos EUA, John F. Kennedy, elevou as apostas da Corrida Espacial ao estabelecer a meta de pousar um homem na Lua e trazê-lo de volta à Terra em segurança até o final da década de 1960. Nesse mesmo ano, os EUA começaram o programa Apollo de lançamento de cápsulas de três homens no topo da família de veículos de lançamento Saturn. Em 1962, os EUA começaram o Projeto Gemini, que voou 10 missões com tripulações de dois homens lançadas por foguetes Titan II em 1965 e 1966. O objetivo do Gemini era apoiar o Apollo desenvolvendo experiência e técnicas de voo espacial orbital americano a serem usadas durante a missão lunar.
Enquanto isso, a URSS permaneceu em silêncio sobre suas intenções de enviar humanos à Lua e procedeu a esticar os limites de sua cápsula Vostok para um ou dois pilotos, adaptando-a para uma cápsula Voskhod de dois ou três homens para competir com o Gemini. Eles conseguiram lançar dois voos orbitais em 1964 e 1965 e realizaram a primeira caminhada espacial, executada por Alexei Leonov no Voskhod 2, em 8 de março de 1965. No entanto, o Voskhod não tinha a capacidade do Gemini de manobrar em órbita, e o programa foi encerrado. Os voos do Gemini dos EUA não realizaram a primeira caminhada espacial, mas superaram a liderança inicial soviética ao realizar várias caminhadas espaciais, resolvendo o problema da fadiga do astronauta causada pela compensação da falta de gravidade, demonstrando a capacidade dos humanos de suportar duas semanas no espaço e realizando o primeiro encontro espacial e acoplamento de espaçonaves.
Os EUA conseguiram desenvolver o foguete Saturn V necessário para enviar a espaçonave Apollo à Lua e enviaram Frank Borman, James Lovell e William Anders em 10 órbitas ao redor da Lua no Apollo 8 em dezembro de 1968. Em 1969, o Apollo 11 alcançou a meta de Kennedy ao pousar Neil Armstrong e Buzz Aldrin na Lua em 21 de julho e retorná-los em segurança em 24 de julho, junto com o piloto do Módulo de Comando Michael Collins. Até 1972, um total de seis missões Apollo pousaram 12 homens na Lua, metade dos quais dirigiram veículos elétricos na superfície. A tripulação do Apollo 13—Jim Lovell, Jack Swigert e Fred Haise—sobreviveu a uma falha na espaçonave em voo, voaram ao redor da Lua sem pousar e retornaram em segurança à Terra.

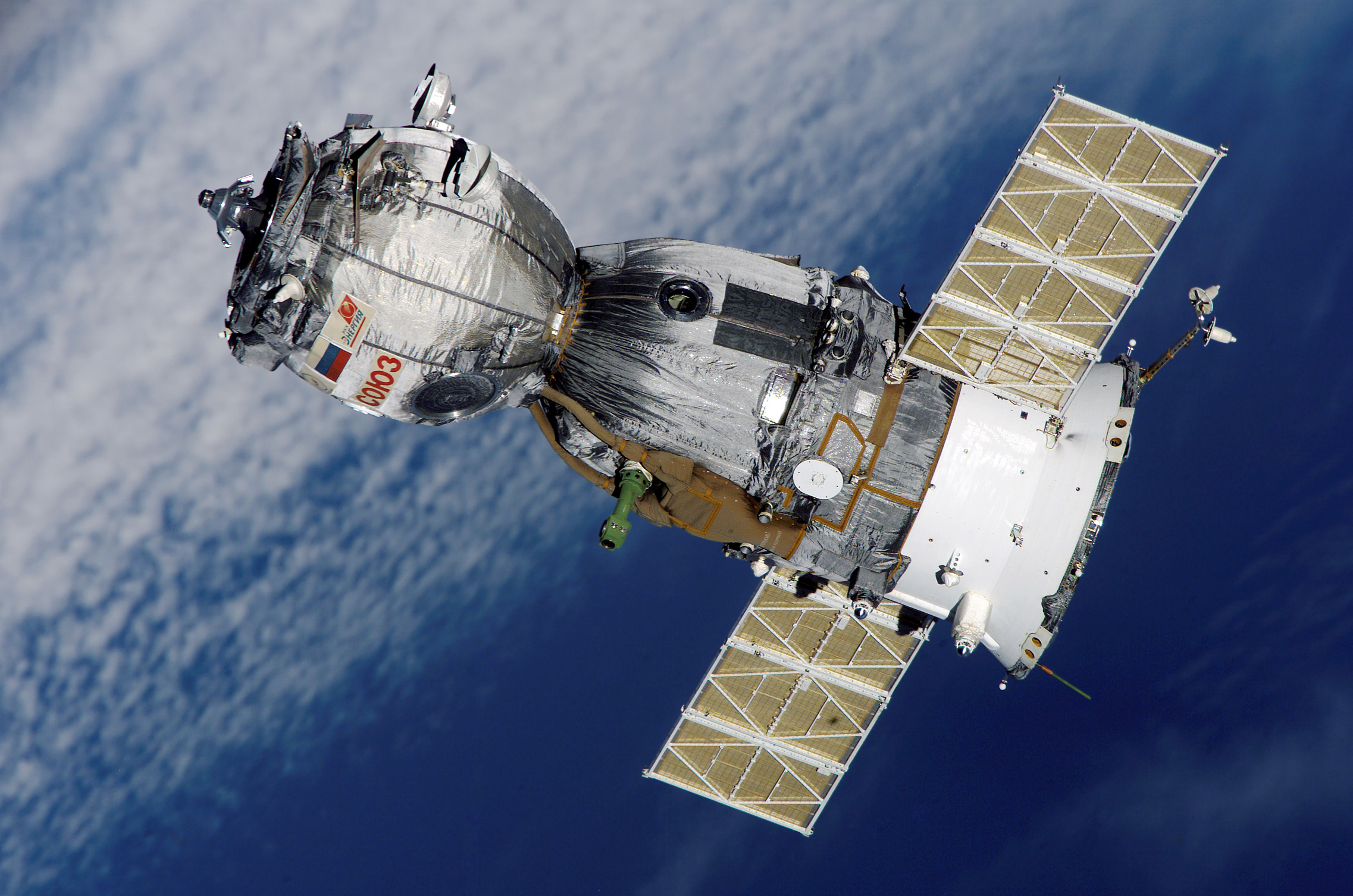
Soyuz, a espaçonave mais serial

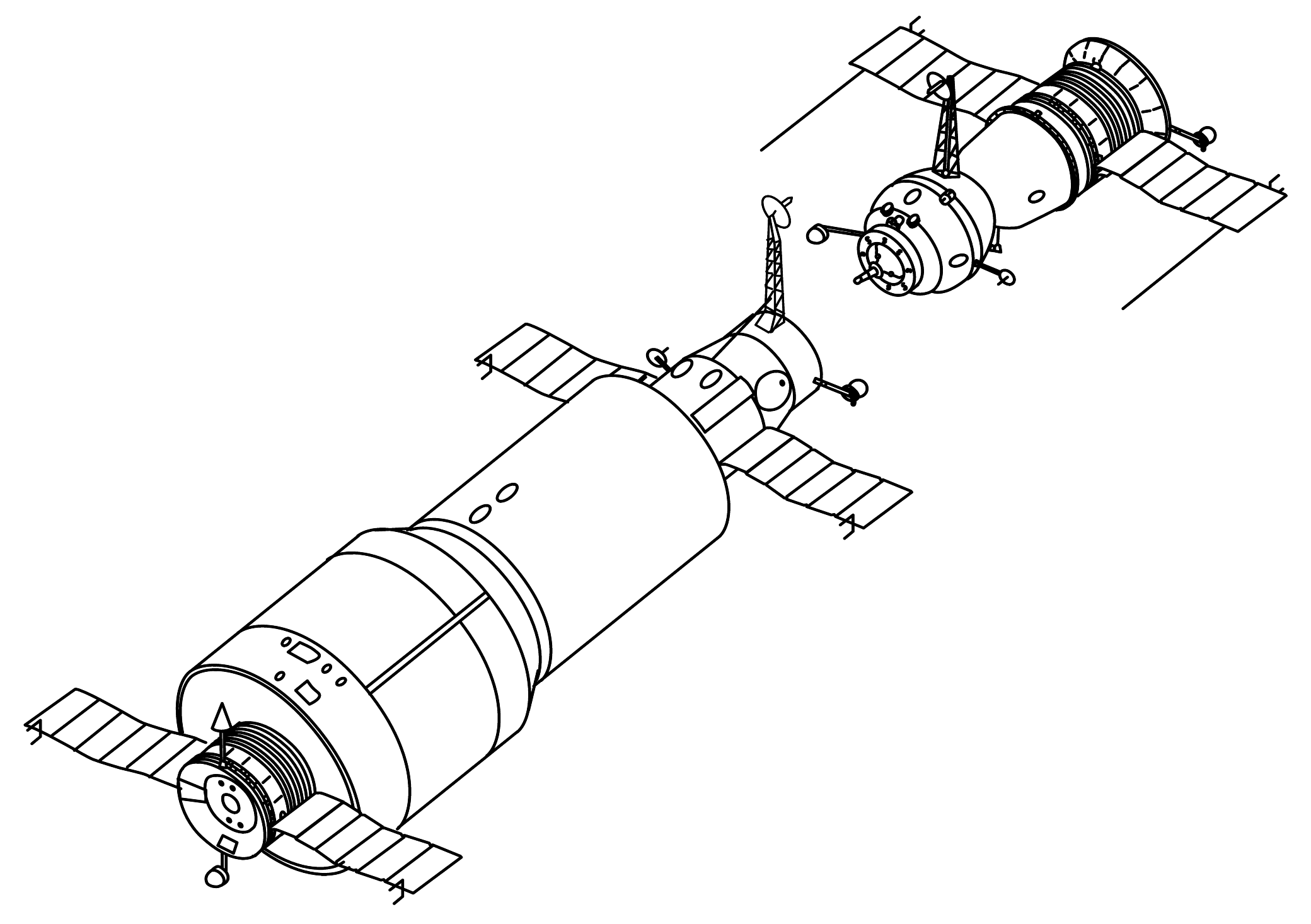
Salyut 1, primeira estação espacial tripulada, com a espaçonave Soyuz acoplada

Durante esse tempo, a URSS secretamente perseguiu programas de orbitagem lunar tripulada e pouso lunar. Eles desenvolveram com sucesso a espaçonave Soyuz de três pessoas para uso nos programas lunares, mas não conseguiram desenvolver o foguete N1 necessário para um pouso humano e descontinuaram seus programas lunares em 1974. Após perderem a corrida lunar, concentraram-se no desenvolvimento de estações espaciais, usando a Soyuz como transporte para levar cosmonautas para as estações e de volta. Começaram com uma série de estações Salyut de 1971 a 1986.

#### Era Pós-Apollo

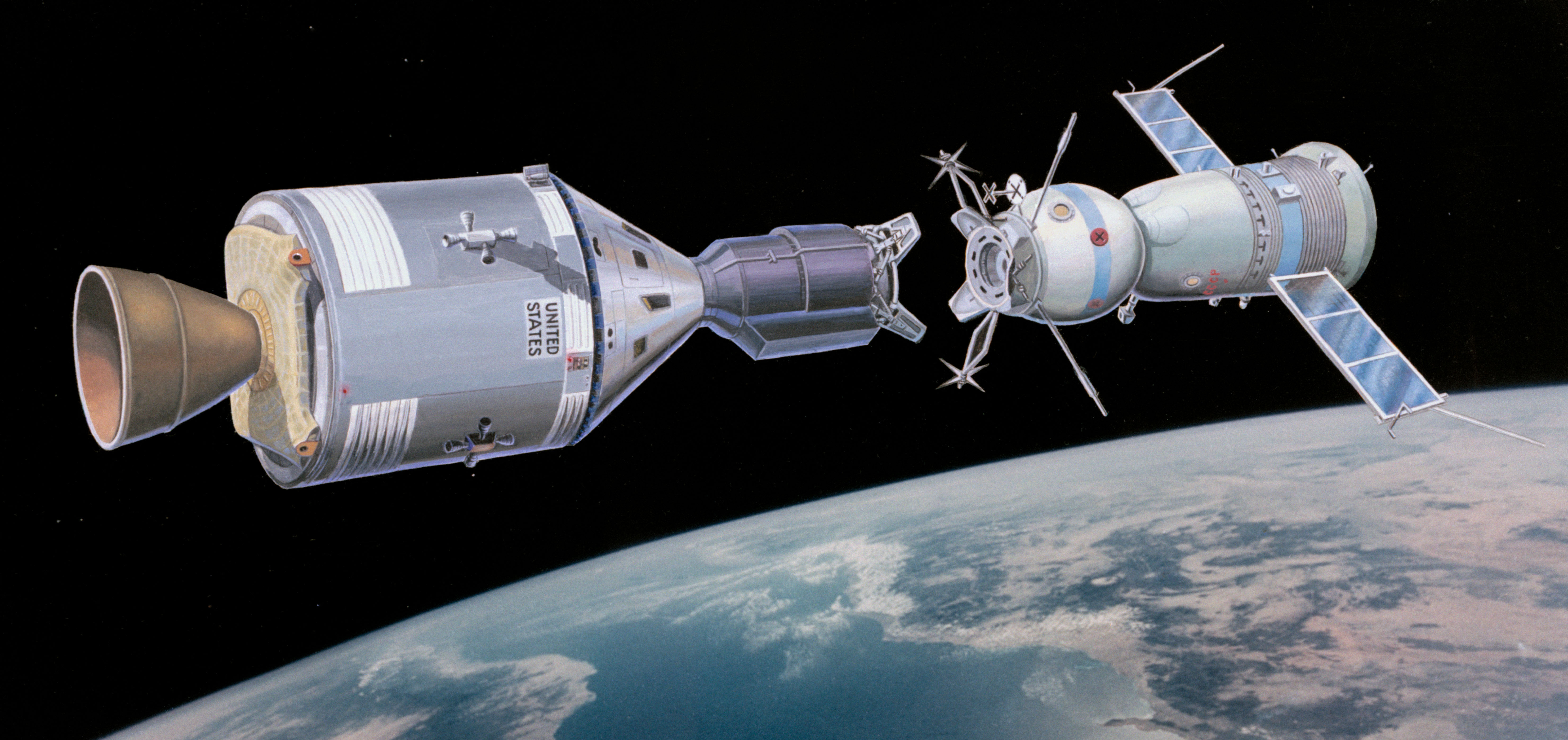
Representação artística de um Apollo CSM prestes a acoplar com uma Soyuz

Em 1969, Nixon nomeou seu vice-presidente, Spiro Agnew, para liderar um Grupo de Trabalho Espacial para recomendar programas de voo espacial humano após Apollo. O grupo propôs um ambicioso Space Transportation System baseado em um ônibus espacial reutilizável, que consistia em um estágio de órbita alada, com combustível interno, queimando hidrogênio líquido, lançado com um estágio de reforço semelhante, mas maior, movido a querosene, cada um equipado com motores a jato para retorno motorizado a uma pista no local de lançamento do Kennedy Space Center. Outros componentes do sistema incluíam uma estação espacial permanente e modular; rebocador espacial reutilizável; e ferry nuclear interplanetário, levando a uma expedição humana a Marte já em 1986 ou o mais tarde em 2000, dependendo do nível de financiamento alocado. No entanto, Nixon sabia que o clima político americano não apoiaria o financiamento do Congresso para tal ambição e cancelou as propostas para tudo, exceto o ônibus espacial, possivelmente a ser seguido pela estação espacial. Os planos para o ônibus espacial foram reduzidos para diminuir o risco de desenvolvimento, custo e tempo, substituindo o impulsionador pilotado de retorno por dois propulsores sólidos reutilizáveis e o orbitador menor usaria um tanque de combustível externo descartável para alimentar seus motores principais movidos a hidrogênio. O orbitador teria que fazer pousos não motorizados.

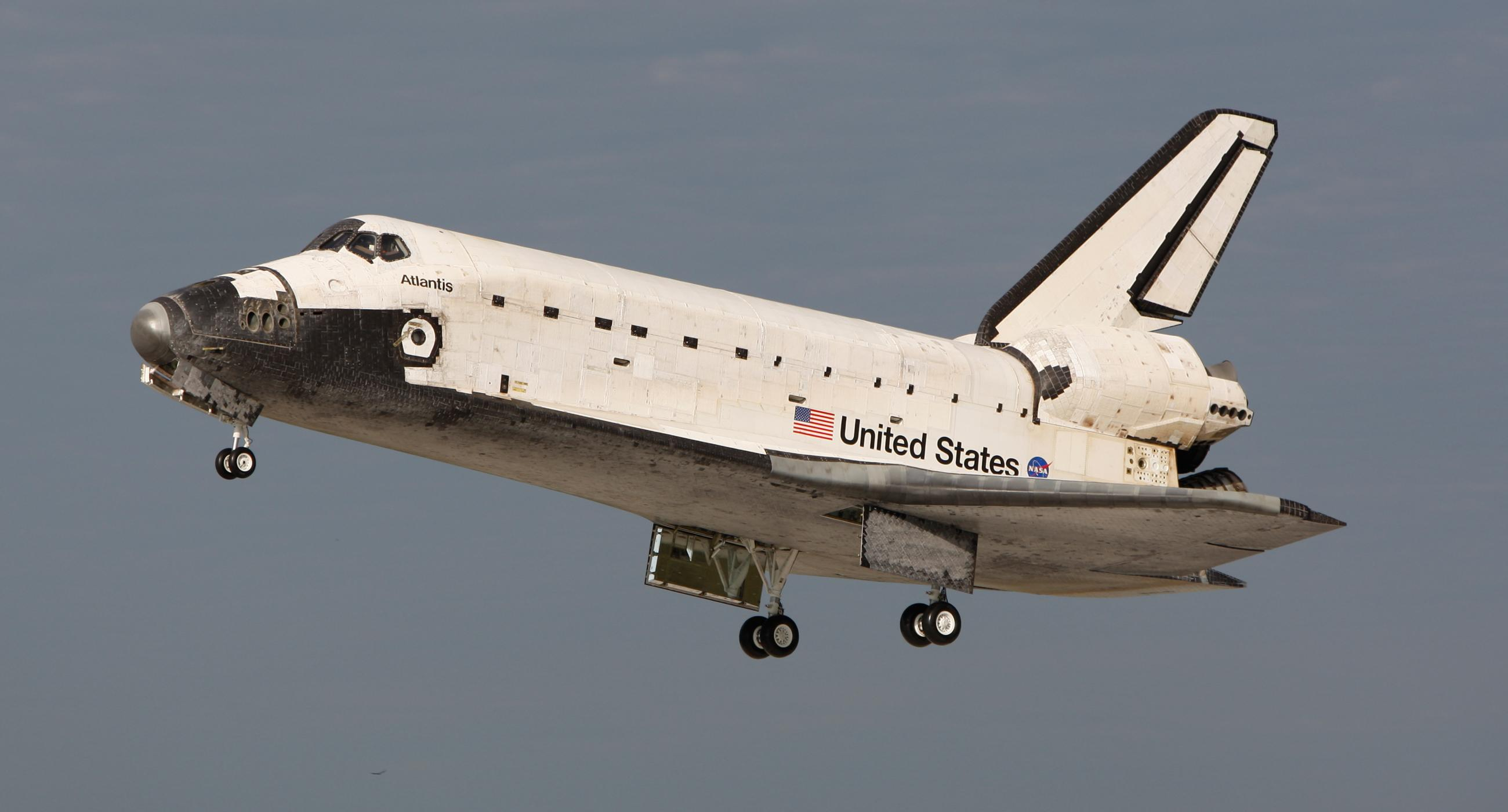
Space Shuttle orbiter, primeiro avião espacial orbital tripulado

Em 1973, os EUA lançaram a estação espacial temporária Skylab e a habitaram por 171 dias com três tripulações transportadas a bordo de uma espaçonave Apollo. Durante esse tempo, o presidente Richard Nixon e o secretário-geral soviético Leonid Brezhnev estavam negociando um alívio nas tensões da Guerra Fria, conhecido como détente. Durante o détente, eles negociaram o programa Apollo–Soyuz, no qual uma espaçonave Apollo, transportando um módulo especial de acoplamento, se encontraria e acoplaria com a Soyuz 19 em 1975. As tripulações americanas e soviéticas apertaram as mãos no espaço, mas o propósito do voo foi puramente simbólico.
As duas nações continuaram a competir em vez de cooperar no espaço, enquanto os EUA se voltavam para o desenvolvimento do ônibus espacial e planejavam a estação espacial, que foi apelidada de Freedom. A URSS lançou três estações militares temporárias Almaz de 1973 a 1977, disfarçadas como Salyuts. Eles seguiram o Salyut com o desenvolvimento de Mir, a primeira estação espacial modular e semi-permanente, cuja construção ocorreu de 1986 a 1996. Mir orbitava a uma altitude de 354
 quilômetros (190 milhas náuticas), com uma inclinação orbital de 51,6°. Ela foi ocupada por 4.592 dias e realizou uma reentrada controlada em 2001.
O ônibus espacial começou a voar em 1981, mas o Congresso dos EUA não aprovou fundos suficientes para tornar Space Station Freedom uma realidade. Uma frota de quatro ônibus espaciais foi construída: Columbia, Challenger, Discovery e Atlantis. Um quinto ônibus espacial, Endeavour, foi construído para substituir o Challenger, que foi destruído em um acidente durante o lançamento que matou 7 astronautas em 28 de janeiro de 1986. De 1983 a 1998, vinte e dois voos do ônibus espacial transportaram componentes para uma estação espacial temporária da Agência Espacial Europeia chamada Spacelab, na baia de carga do ônibus espacial.

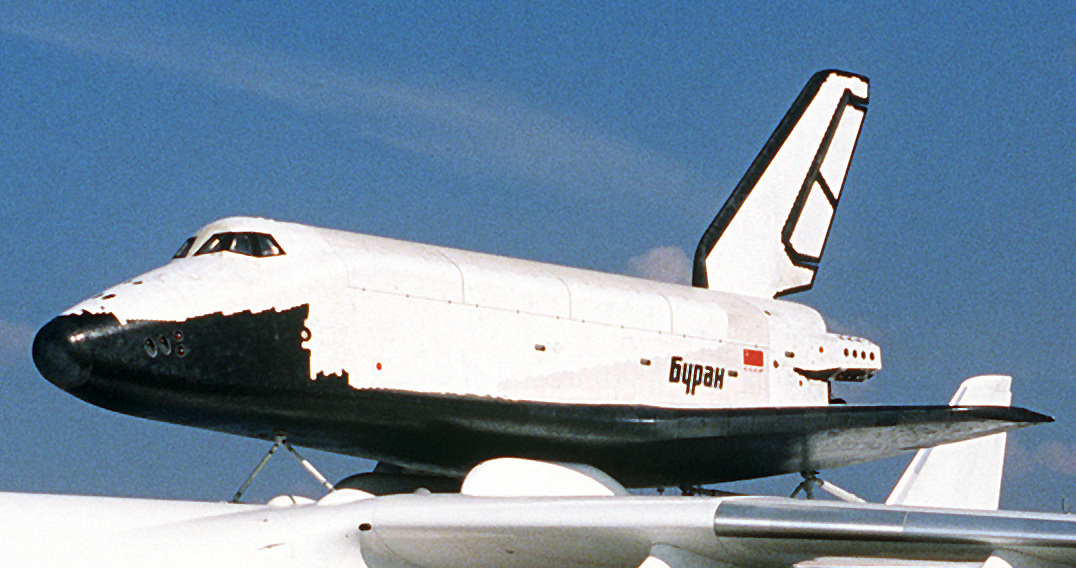
Buran-class orbiter, equivalente soviético do ônibus espacial

A URSS copiou o orbitador reutilizável dos EUA, que eles chamaram de Buran-class orbiter ou simplesmente Buran, que foi projetado para ser lançado em órbita pelo foguete descartável Energia e era capaz de voo orbital e pouso robótico. Ao contrário do ônibus espacial, Buran não tinha motores principais de foguete, mas, como o orbitador do ônibus espacial, usava motores de foguete menores para realizar sua inserção orbital final. Um único voo orbital não tripulado ocorreu em novembro de 1988. Um segundo voo de teste estava planejado para 1993, mas o programa foi cancelado devido à falta de financiamento e à dissolução da União Soviética em 1991. Dois outros orbitadores nunca foram concluídos e aquele que realizou o voo não tripulado foi destruído em um colapso do telhado do hangar em maio de 2002.

### Cooperação EUA / Rússia

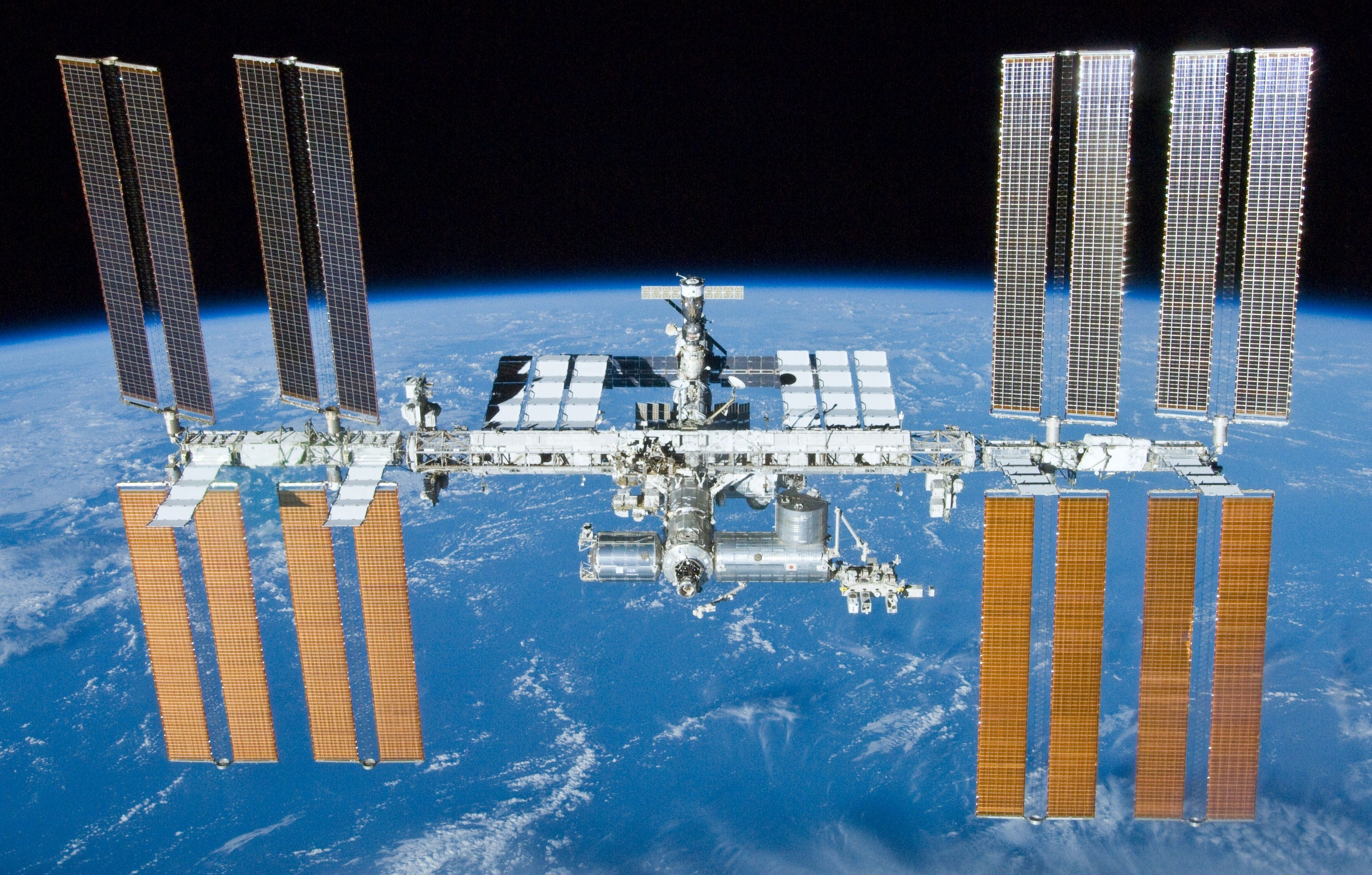
Estação Espacial Internacional, montada em órbita pelos EUA e Rússia

A dissolução da União Soviética em 1991 trouxe o fim da Guerra Fria e abriu as portas para uma verdadeira cooperação entre os EUA e a Rússia. Os programas soviéticos Soyuz e Mir foram assumidos pela Agência Espacial Federal Russa, que passou a ser conhecida como Roscosmos State Corporation. O Shuttle-Mir Program incluiu ônibus espaciais americanos visitando a estação espacial Mir, cosmonautas russos voando no ônibus espacial e um astronauta americano voando a bordo de uma espaçonave Soyuz para expedições de longa duração a bordo da Mir.
Em 1993, o presidente Bill Clinton garantiu a cooperação da Rússia na conversão da planejada Estação Espacial Freedom na International Space Station (ISS). A construção da estação começou em 1998. A estação orbita a uma altitude de 409 quilômetros (220 nmi) e uma inclinação orbital de 51,65°. Vários dos 135 voos orbitais do ônibus espacial foram para ajudar a montar, abastecer e tripular a ISS. A Rússia construiu metade da Estação Espacial Internacional e continuou sua cooperação com os EUA.

### China

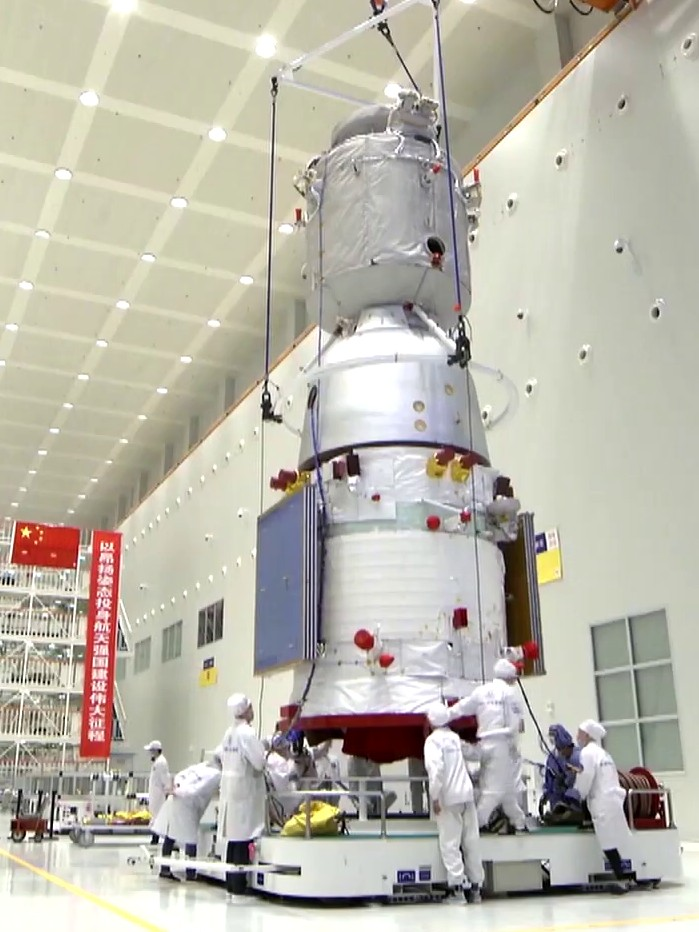
Shenzhou chinês, primeira espaçonave tripulada fora da URSS e dos EUA

A China foi a terceira nação do mundo, depois da URSS e dos EUA, a enviar humanos ao espaço. Durante a Corrida Espacial entre as duas superpotências, que culminou com o pouso do Apollo 11 na Lua, Mao Zedong e Zhou Enlai decidiram, em 14 de julho de 1967, que a China não deveria ficar para trás e iniciaram seu próprio programa espacial tripulado: o ultrassecreto Projeto 714, que visava colocar duas pessoas no espaço até 1973 com a espaçonave Shuguang. Dezenove pilotos da PLAAF foram selecionados para esse objetivo em março de 1971. A espaçonave Shuguang-1, a ser lançada com o foguete CZ-2A, foi projetada para levar uma tripulação de dois. O programa foi oficialmente cancelado em 13 de maio de 1972 por razões econômicas.
Em 1992, sob o China Manned Space Program (CMS), também conhecido como "Projeto 921", a autorização e o financiamento foram dados para a primeira fase de uma terceira tentativa bem-sucedida de voo espacial tripulado. Para alcançar a capacidade independente de voo espacial humano, a China desenvolveu a espaçonave Shenzhou e o foguete Long March 2F dedicado ao voo espacial humano nos anos seguintes, junto com infraestruturas críticas como um novo local de lançamento e centro de controle de voo sendo construídos. A primeira espaçonave não tripulada, Shenzhou 1, foi lançada em 20 de novembro de 1999 e recuperada no dia seguinte, marcando o primeiro passo para a realização da capacidade de voo espacial humano da China. Mais três missões não tripuladas foram realizadas nos anos seguintes para verificar as principais tecnologias. Em 15 de outubro de 2003, a missão Shenzhou 5, a primeira missão espacial tripulada da China, colocou Yang Liwei em órbita por 21 horas e retornou em segurança à Mongólia Interior, tornando a China a terceira nação a lançar um humano em órbita de forma independente.
O objetivo da segunda fase do CMS era fazer avanços tecnológicos em atividades extraveiculares (EVA, ou caminhada espacial),space rendezvous, e acoplamento para apoiar atividades humanas de curto prazo no espaço. Em 25 de setembro de 2008, durante o voo da Shenzhou 7, Zhai Zhigang e Liu Boming completaram a primeira EVA da China. Em 2011, a China lançou a espaçonave alvo Tiangong 1 e a espaçonave não tripulada Shenzhou 8. As duas espaçonaves completaram o primeiro acoplamento automático da China em 3 de novembro de 2011. Cerca de 9 meses depois, Tiangong 1 completou o primeiro acoplamento manual com Shenzhou 9, que transportava a primeira astronauta feminina da China, Liu Yang.
Em setembro de 2016, Tiangong 2 foi lançado em órbita. Era um laboratório espacial com funções e equipamentos mais avançados do que Tiangong 1. Um mês depois, Shenzhou 11 foi lançado e acoplou com Tiangong 2. Dois astronautas entraram em Tiangong 2 e ficaram estacionados por cerca de 30 dias, verificando a viabilidade da estadia de médio prazo dos astronautas no espaço. Em abril de 2017, a primeira espaçonave de carga da China, Tianzhou 1 acoplou com Tiangong 2 e completou múltiplos testes de reabastecimento em órbita, o que marcou a conclusão bem-sucedida da segunda fase do CMS.
A terceira fase do CMS começou em 2020. O objetivo desta fase é construir a própria estação espacial da China, Tiangong. O primeiro módulo da Tiangong, o Tianhe core module, foi lançado em órbita pelo foguete mais poderoso da China, Long March 5B, em 29 de abril de 2021. Foi posteriormente visitado por várias espaçonaves de carga e tripuladas e demonstrou a capacidade da China de sustentar a estadia de longo prazo dos astronautas chineses no espaço.
De acordo com o anúncio do CMS, todas as missões da Estação Espacial Tiangong estão programadas para serem realizadas até o final de 2022. Uma vez concluída a construção, Tiangong entrará na fase de aplicação e desenvolvimento, que está prevista para durar não menos que 10 anos.

### Programas abandonados de outras nações
A Agência Espacial Europeia começou o desenvolvimento da nave espacial Hermes em 1987, a ser lançado no veículo de lançamento descartável Ariane 5. Pretendia-se acoplar com a estação espacial Columbus. Os projetos foram cancelados em 1992 quando ficou claro que nem os objetivos de custo nem de desempenho poderiam ser alcançados. Nenhum shuttle Hermes foi construído. A estação espacial Columbus foi reconfigurada como o módulo europeu de mesmo nome na Estação Espacial Internacional.
O Japão (NASDA) começou o desenvolvimento do HOPE-X experimental nave espacial na década de 1980, a ser lançado em seu veículo de lançamento descartável H-IIA. Uma série de falhas em 1998 levou a reduções de financiamento e ao cancelamento do projeto em 2003 em favor da participação no programa da Estação Espacial Internacional através do Kibō Módulo Experimental Japonês e da espaçonave de carga H-II Transfer Vehicle. Como alternativa ao HOPE-X, a NASDA em 2001 propôs a cápsula tripulada Fuji para voos independentes ou ISS, mas o projeto não avançou para a fase de contratação.
De 1993 a 1997, a Kawasaki Heavy Industries e Mitsubishi Heavy Industries trabalharam na proposta Kankoh-maru decolagem e aterrissagem vertical sistema de lançamento reutilizável de estágio único para órbita. Em 2005, este sistema foi proposto para turismo espacial.
De acordo com um comunicado de imprensa da Iraqi News Agency datado de 5 de dezembro de 1989, houve apenas um teste do lançador espacial Al-Abid, que o Iraque pretendia usar para desenvolver suas próprias instalações espaciais tripuladas até o final do século. Esses planos foram encerrados pela Guerra do Golfo de 1991 e as dificuldades econômicas que se seguiram.

### "Gap do ônibus espacial" dos Estados Unidos

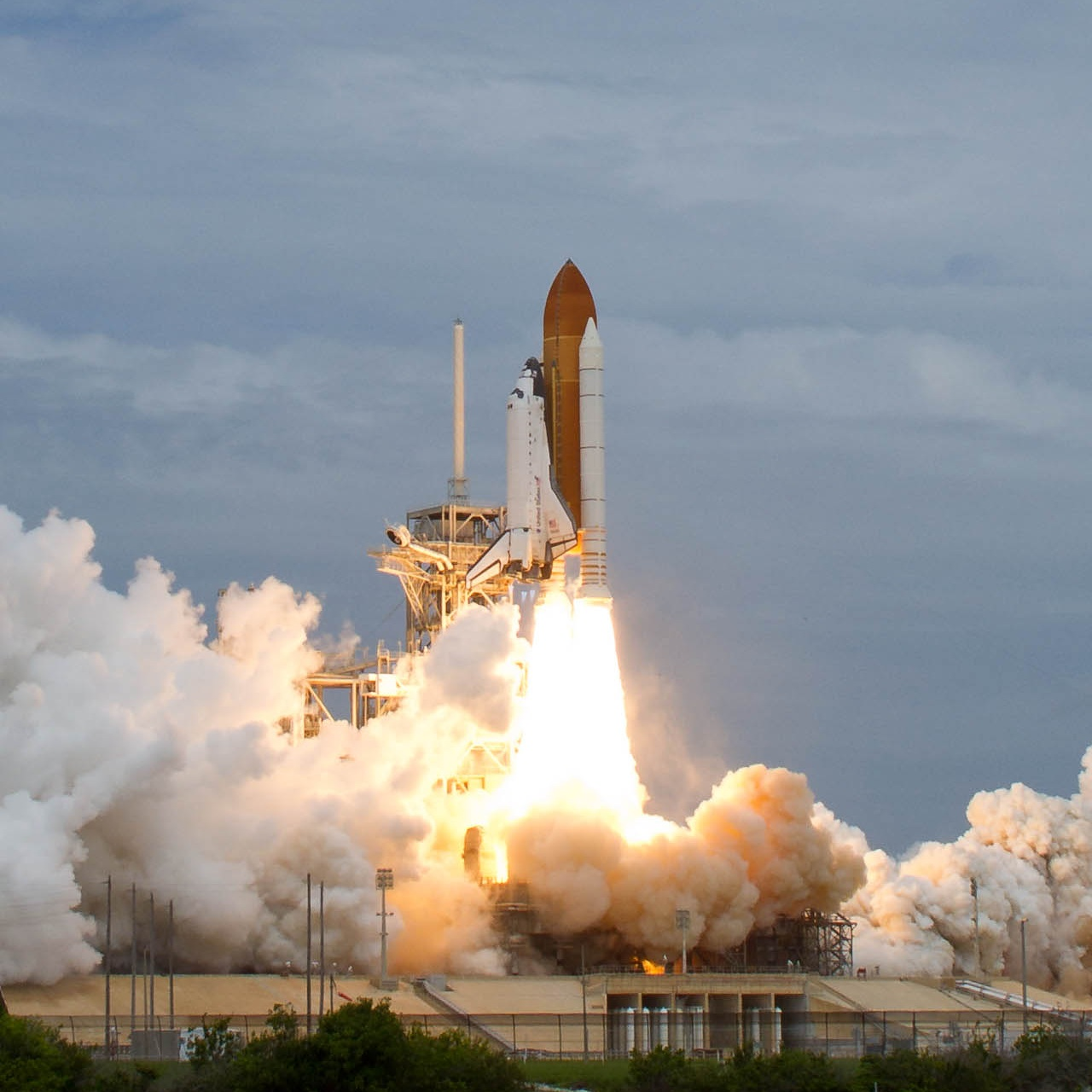
STS-135 (julho 2011), o último voo espacial tripulado dos Estados Unidos até 2018

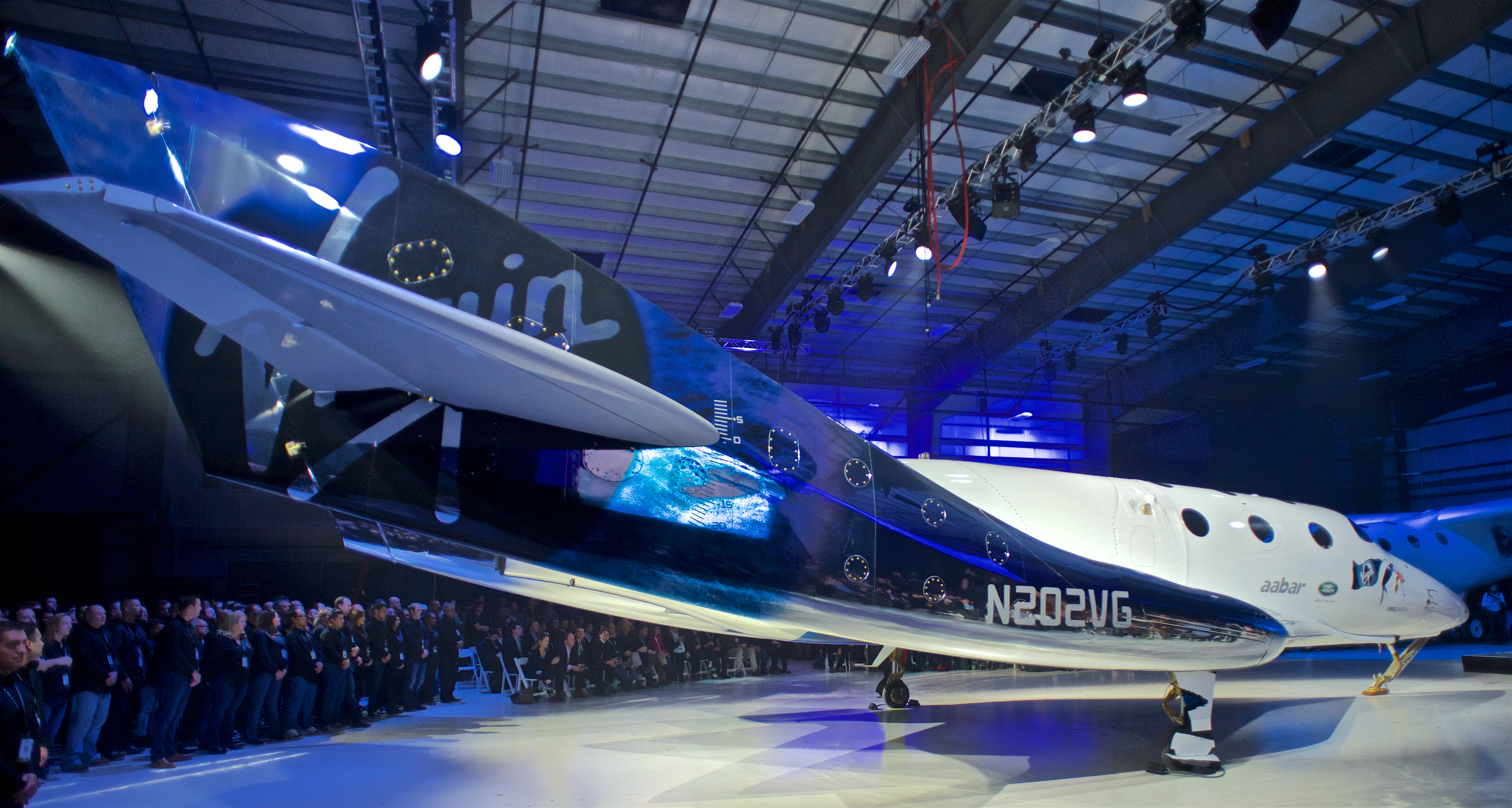
VSS Unity Flight VP-03 dezembro 2018, o primeiro voo espacial tripulado dos Estados Unidos desde STS-135

Sob a administração de George W. Bush, o programa Constellation incluía planos para aposentar o programa do ônibus espacial e substituí-lo pela capacidade de voos espaciais além da órbita baixa da Terra. No 2011 United States federal budget, a administração Obama cancelou o Constellation por estar acima do orçamento e atrasado, enquanto não inovava e investia em novas tecnologias críticas. Como parte do Artemis program, a NASA está desenvolvendo a espaçonave Orion a ser lançada pelo Space Launch System. Sob o plano de Commercial Crew Development, a NASA depende de serviços de transporte fornecidos pelo setor privado para alcançar a órbita baixa da Terra, como SpaceX Dragon 2, a Boeing Starliner ou Sierra Nevada Corporation's Dream Chaser. O período entre a aposentadoria do ônibus espacial em 2011 e o primeiro lançamento ao espaço do SpaceShipTwo Flight VP-03 em 13 de dezembro de 2018 é semelhante ao intervalo entre o fim do Apollo em 1975 e o primeiro voo do ônibus espacial em 1981, e é referido por um Comitê Presidencial de Fita Azul como o "gap" do voo espacial humano dos EUA.

### Voo espacial privado comercial

SpaceShipOne, primeiro avião espacial suborbital privado

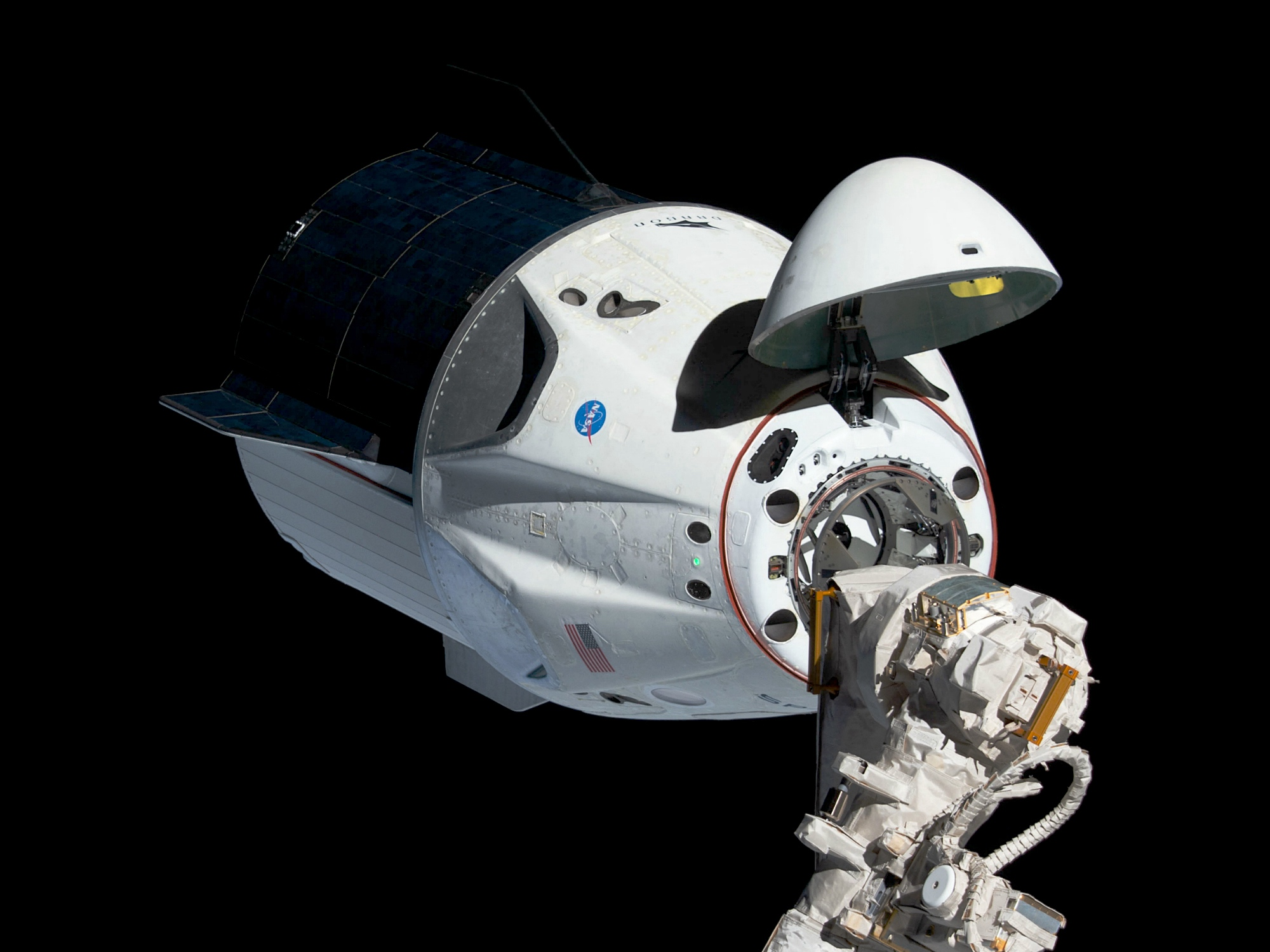
Crew Dragon, primeira espaçonave orbital privada

Desde o início dos anos 2000, uma variedade de empreendimentos de voo espacial privado foi realizada. Em maio de 2021, a SpaceX lançou humanos para a órbita, enquanto a Virgin Galactic lançou tripulação a uma altura acima de 80 km (50 mi) em uma trajetória suborbital. Várias outras empresas—including Blue Origin e Sierra Nevada—desenvolvem espaçonaves tripuladas. Todas as quatro empresas planejam voar com passageiros comerciais no emergente mercado de turismo espacial.  SpaceX desenvolveu a Crew Dragon, voando no Falcon 9. Ela lançou astronautas para a órbita e para a ISS em maio de 2020 como parte da missão Demo-2. Desenvolvida como parte do programa Commercial Crew Development da NASA, a cápsula também está disponível para voos com outros clientes. Uma primeira missão turística, Inspiration4, foi lançada em setembro de 2021.
Boeing desenvolveu a cápsula Starliner como parte do programa Commercial Crew Development da NASA, que é lançada em um veículo de lançamento United Launch Alliance Atlas V. O Starliner fez um voo não tripulado em dezembro de 2019. Uma segunda tentativa de voo não tripulado foi lançada em maio de 2022. Um voo tripulado para certificar totalmente o Starliner foi lançado em junho de 2024. Semelhante à SpaceX, o financiamento do desenvolvimento foi fornecido por uma combinação de fundos governamentais e privados.
Virgin Galactic está desenvolvendo o SpaceshipTwo, uma espaçonave comercial suborbital voltada para o mercado de turismo espacial. Ela alcançou o espaço em dezembro de 2018.
Blue Origin está em um programa de testes de vários anos de seu veículo New Shepard e realizou 16 voos de teste não tripulados até setembro de 2021 e um voo tripulado transportando o fundador Jeff Bezos, seu irmão Mark Bezos, a aviadora Wally Funk e o jovem de 18 anos Oliver Daemen em 20 de julho de 2021.

## Marcos históricos

### Por conquista
12 de abril de 1961
Yuri Gagarin foi o primeiro humano no espaço e o primeiro na órbita da Terra, na Vostok 1.
17 de julho de 1962 ou 19 de julho de 1963
Robert M. White ou Joseph A. Walker (dependendo da definição da fronteira do espaço) foi o primeiro a pilotar uma nave espacial, o North American X-15, em 17 de julho de 1962 (White) ou 19 julho de 1963 (Walker).
18 de março de 1965
Alexei Leonov foi o primeiro a caminhar no espaço.
15 de dezembro de 1965
Walter M. Schirra e Tom Stafford foram os primeiros a realizar um encontro espacial, pilotando sua espaçonave Gemini 6A para conseguir manter a estação a um pé (30 cm) do Gemini 7 por mais de 5 horas.
16 de março de 1966
Neil Armstrong e David Scott foram os primeiros a se encontrar e a atracar, pilotando sua espaçonave Gemini 8 para atracar com um Veículo Alvo Agena desenroscado.
21-27 de dezembro de 1968
Frank Borman, Jim Lovell e William Anders foram os primeiros a viajar além da órbita baixa da Terra (LEO) e os primeiros a orbitar a Lua, na missão Apollo 8, que orbitou a Lua dez vezes antes de retornar à Terra.
20 de julho de 1969
Neil Armstrong e Buzz Aldrin foram os primeiros a pousar na Lua, durante a Apollo 11.
Maior tempo no espaço
Valeri Polyakov realizou o voo espacial mais longo, de 8 de janeiro de 1994 a 22 de março de 1995 (437 dias, 17 horas, 58 minutos e 16 segundos). Gennady Padalka passou a maior parte do tempo total no espaço em várias missões, 879 dias.
Estação espacial tripulada de maior duração
A Estação Espacial Internacional tem o período mais longo de presença humana contínua no espaço, 2 de novembro de 2000 até o presente (20 anos e 252 dias). Este recorde foi anteriormente detido pela Mir, da Soyuz TM-8 em 5 de setembro de 1989 para a Soyuz TM-29 em 28 de agosto de 1999, um período de 3 644 dias (quase 10 anos).

### Por nacionalidade ou sexo
12 de abril de 1961
Yuri Gagarin se tornou o primeiro soviético e o primeiro humano a chegar ao espaço, na Vostok 1.
5 de maio de 1961
Alan Shepard se tornou o primeiro americano a chegar ao espaço, no Freedom 7.
20 de fevereiro de 1962
John Glenn se tornou o primeiro americano a orbitar a Terra.
16 de junho de 1963
Valentina Tereshkova se tornou a primeira mulher a ir ao espaço e orbitar a Terra.
2 de março de 1978
Vladimír Remek, um tchecoslovaco, tornou-se o primeiro não americano e não soviético no espaço, como parte do programa Interkosmos.
2 de abril de 1984
Rakesh Sharma, tornou-se o primeiro cidadão indiano a chegar à órbita da Terra.
25 de julho de 1984
Svetlana Savitskaya se tornou a primeira mulher a andar no espaço.
15 de outubro de 2003
Yang Liwei tornou-se o primeiro chinês no espaço e a orbitar a Terra, na Shenzhou 5.
18 de outubro de 2019
Christina Koch e Jessica Meir conduziram a primeira caminhada exclusiva de mulheres no espaço.
Sally Ride tornou-se a primeira mulher americana no espaço, em 1983. Eileen Collins foi a primeira mulher a pilotar um ônibus espacial e, com a missão STS-93, em 1999, ela se tornou a primeira mulher a comandar uma espaçonave dos Estados Unidos.
Por muitos anos, apenas a URSS (mais tarde Rússia) e os Estados Unidos foram os únicos países cujos astronautas voaram no espaço. Isso terminou com o voo de Vladimir Remek em 1978. Em 2010, cidadãos de 38 países (incluindo turistas espaciais) voaram no espaço a bordo de espaçonaves soviéticas, americanas, russas e chinesas.